# سكوت (مقاطعة كولومبيا)
سكوت، مقاطعة كولومبيا (بالإنجليزية: Scott, Columbia County, Wisconsin)‏ هي بلدة تقع بولاية ويسكونسن في الولايات المتحدة. تبلغ مساحتها 92.8 (كم²)، وترتفع عن سطح البحر 256 م، بلغ عدد سكانها 791 نسمة في عام 2000 حسب إحصاء مكتب تعداد الولايات المتحدة وتصل الكثافة السكانية فيها 8.5 نسمة/كم2.

## أعلام
- ويليام أونيل

## وصلات خارجية
- The US50 - Cities and Towns in Wisconsin State
- Wisconsin Cities and Towns, Facts, Map, Flag, Colleges, Government, and More